# Bisdom Little Rock
Het bisdom Little Rock (Latijn: Dioecesis Petriculana) is een rooms-katholiek bisdom met als zetel Little Rock, hoofdstad van de Amerikaanse staat Arkansas. Het bisdom is suffragaan aan het aartsbisdom Oklahoma City. 

## Geschiedenis
Het bisdom werd opgericht op 28 november 1843, uit delen van het bisdom Saint Louis, en was suffragaan aan het aartsbisdom Baltimore. Op 19 juli 1850 veranderde het van kerkprovincie en werd suffragaan aan het aartsbisdom New Orleans. Op 14 mei 1876 verloor het gebied bij de oprichting van de apostolische prefectuur Indian Territory . Op 13 december 1972 veranderde het nogmaals van kerkprovincie en werd suffragaan aan het aartsbisdom Oklahoma City. 

## Parochies
Het bisdom had in 2021 een oppervlakte van 137.733 km2 en telde 3.027.700 inwoners waarvan 5,1% rooms-katholiek was.

## Bisschoppen
- Andrew Byrne (28 november 1843 - 10 juni 1862)
- Edward Fitzgerald (24 april 1866 - 21 februari 1907)
- John Baptist Morris (21 februari 1907 - 22 oktober 1946; coadjutor sinds 16 april 1906)
- Albert Lewis Fletcher (7 december 1946 - 4 juli 1972; hulpbisschop sinds 11 december 1939)
  - Lawrence Preston Joseph Graves (hulpbisschop: 24 februari 1969 - 10 mei 1973)
- Andrew Joseph McDonald (4 juli 1972 - 4 januari 2000)
- James Peter Sartain (4 januari 2000 - 16 mei 2006)
- Anthony Basil Taylor (10 april 2008 - heden)

## Galerij van afbeeldingen

Wapen van het bisdom
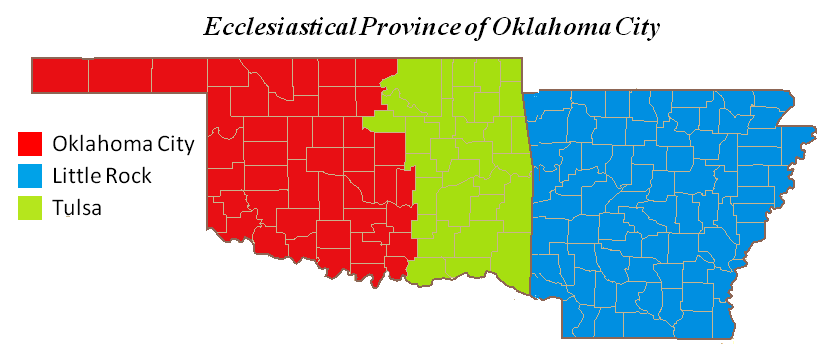
Kerkprovincie met aartsbisdom en suffragane bisdommen
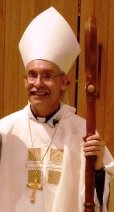
Bisschop Anthony Basil Taylor (2008-heden)

Oklahoma City (aartsbisdom) · Little Rock · Tulsa